# 國立臺北教育大學
國立臺北教育大學（簡稱北教大、北教、國北，過去簡稱國北師、國北教、北師）是一所專門培育小學師資的教育大學，位於臺北市大安區。與國立臺中教育大學同為臺灣僅存的二所國民小學師資培育專門學校之一。校內人文藝術氣息濃厚，古典的建築氛圍吸引許多影視取景。

## 校史
前身為「省立臺北師專」，於2005年改為現名。現已轉型為一般大學，但仍留有師範院校的傳統特色。

### 師校時期
1919年台灣總督府台北師範學校。
1926年，總督府台北師範學校台灣學生因與日本學生起衝突爆發學潮，總督府因而計畫設立第二師範學校。
1927年台北師範學校分割為臺灣總督府臺北第一師範學校（今臺北市立大學博愛校區）、臺灣總督府臺北第二師範學校（國立臺北教育大學的前身）。創立台北第二師範學校於芳蘭地區，並將原臺灣總督府台北師範學校之台籍學生全數遷入；第一師範學校僅招收日籍學生。
1943年太平洋戰爭末期資源吃緊，兩校合併為臺灣總督府臺北師範學校，分為「南門校區」（原第一師範）、「芳蘭校區」（原第二師範），南門校區收預科及女子部，芳蘭校區收本科生；日治時期將原「臺灣總督府國語學校」及「臺灣總督府臺北師範學校」的學籍簿全部移至芳蘭校區（這也就是現今日治時期台灣曾就讀師範學校之菁英學籍冊皆存放於國立臺北教育大學之緣故），該校區別稱「芳蘭之丘」。
1945年兩校區再度拆分為臺灣省立臺北師範學校（只招收男學生），簡稱「省北師」，與「台灣省立台北女子師範學校」（只招收女學生）之簡稱「女師」區別。
1947年增設藝術師範科。
1948年增設音樂師範科。

### 師專時期
1961年「省北師」改制為臺灣省立臺北師範專科學校。停招藝術師範科。
1963年音樂師範科停招。
1968年增設音樂專修科。

### 師院時期
1987年升格為臺灣省立臺北師範學院。設有初等教育學系（分設行政組、智能不足兒童教育組、美勞教育組、體育組、輔導組）、數理教育系、語文教育系、社會科教育系和音樂教育學系。
1991年改隸教育部，改名國立臺北師範學院，簡稱「國北師」。初等教育學系智能不足兒童教育組獨立為特殊教育學系。
1992年增設初等教育研究所（碩士班）。初等教育學系美勞教育組獨立為美勞教育學系。增設幼兒教育學系。同年12月5日，體育館、藝術館、視聽教育館落成。
1993年初等教育學系體育組獨立為體育學系。
1995年初等教育研究所改名國民教育研究所。
1996年增設課程與教學研究所碩士班。
1998年數理教育學系分拆為數學教育學系、自然科學教育學系。初等教育學系輔導組獨立為教育心理與輔導學系。增設數理教育研究所。教育科技研究所申請案未獲教育部通過。課程與教學研究所增設教學碩士班。
1999年増設國民教育研究所博士班、兒童英語教育研究所。初等教育學系分設行政組、課程與教學組。同年12月，舉辦創校一百週年校慶活動。
2000年8月增設藝術與藝術教育研究所碩士班，並分設藝術教育組、藝術組。增設傳統音樂教育研究所碩士班、教育傳播與科技研究所碩士班、幼兒教育學系碩士班、兒童英語教育學系。初等教育學系取消分組。
2001年美勞教育學系改名藝術與藝術教育學系，並與藝術與藝術教育研究所系所合一。增設特殊教育學系碩士班、社會科教育學系碩士班、教育心理與輔導學系碩士班、體育學系碩士班。
2002年增設課程與教學研究所博士班、臺灣文學研究所碩士班。幼兒教育學系增設教學碩士班。
2003年增設玩具與遊戲設計研究所碩士班、國民教育學系碩士班、幼兒教育學系早期療育碩士班；國民教育研究所改名教育政策與管理研究所（碩、博士班）。
2004年增設生命教育與健康促進研究所、資訊科學研究所、語文教育學系碩士班、特殊教育學系早期療育碩士班、造形設計學系。數理教育研究所分拆為數學教育研究所、自然科學教育研究所。初等教育學系改名國民教育學系、傳統音樂教育研究所改名音樂教育研究所、數學教育學系改名數學暨資訊教育學系、教育心理與輔導學系改名教育心理與諮商學系。藝術與藝術教育學系碩士班改設藝術教育組、藝術理論組、藝術創作組、工藝創作組。

### 國北教大時期
2005年8月1日改名為國立臺北教育大學。成立「教育學院」、「人文藝術學院」、「理學院」。增設藝文產業設計與經營研究所碩士班、教育經營與管理學系、文教法律研究所、資訊科學研究所增設資訊科學學系並系所合一。兒童英語教育研究所與兒童英語教育學系系所合一。自然科學教育研究所與自然科學教育學系系所合一。
2006年增設文化產業學系、數位內容設計學系、教育經營與管理學系。教育心理與諮商學系改名心理與諮商學系、語文教育學系改名語文與創作學系（分設語文師資組、文學創作組）、藝術與藝術教育學系改名藝術學系、音樂教育學系改名音樂學系。音樂教育研究所併入音樂學系為碩士班。國民教育學系增設教育事業創新經營碩士學位在職進修專班。
2007年玩具與遊戲設計研究所併入造形設計學系為玩具與遊戲設計碩士班。幼兒教育學系改名幼兒與家庭教育學系。增設自然科學教育學系博士班。
2008年藝術學系、造形設計學系合併為藝術與造形設計學系，碩士班分組為藝術教育組、藝術理論與評論組、藝術創作組、工藝創作組及產品設計組。文化產業學系、藝文產業設計與經營研究所系所合一為文化產業學系暨藝文產業設計與經營碩士班。原屬造形設計學系之玩具與遊戲設計碩士班改與數位內容設計系整併、改名為數位科技設計學系暨玩具與遊戲設計碩士班。
2009年社會科教育學系改名社會與區域發展學系。國民教育學系改名教育學系。原國民教育學系碩士班與教育事業創新經營碩士學位在職進修專班，整併為教育學系教育創新與評鑑碩士班、碩士學位在職進修專班。兒童英語教育學系碩士班改名兒童英語教育學系英語教育碩士班。
2010年文化產業學系暨藝文產業設計與經營碩士班改名文化創意產業經營學系（含碩士班）。數理教育研究所併入數學暨資訊教育學系為數學教育碩士班。生命教育與健康促進研究所改名生命教育研究所。教育政策與管理研究所併入教育經營與管理學系為教育政策與管理碩士班、教育政策與管理博士班。
2012年8月文教法律研究所併入教育經營與管理學系為文教法律碩士班，並自原人文藝術學院改隸教育學院。生命教育研究所併入教育學系為生命教育碩士班、碩士學位在職進修專班。課程與教學研究所、教育傳播與科技研究所整併為課程與教育傳播科技研究所，包含博士班、課程與教學碩士班、教學碩士班、教學傳播科技碩士班、在職進修碩士班等五個班別。幼兒與家庭教育學系教學碩士班改名幼兒與家庭教育學系碩士在職專班。增設語文與創作學系華語文教學碩士班。
2013年增設藝術與造型設計學系藝術跨域整合博士班。
2016年增設當代藝術評論與策展研究全英語碩士學程。
2017年增設班東南亞區域管理碩士學位學程、學習與教學國際碩士學位學程。停招兒童英語教育學系碩士在職專班、教育經營與管理學系碩士在職專班、語文與創作學系碩士在職專班、課程與教學傳播科技研究所碩士在職專班。增設語文與創作學系語文教學碩士在職專班、課程與教學傳播科技研究所課程與教學碩士在職專班。
2018年增設博物館管理與科技應用碩士在職學位學程，是繼北藝大、南藝大及輔大之後，國內第四個屬於博物館學類的教學單位。自然科學教育學系碩士班取消科學教育組、應用科學組之分組。停招社會與區域發展學系社會學習領域教學碩士學位班、音樂學系音樂碩士在職專班。增設社會與區域發展學系碩士在職專班。
2020年停招博物館管理與科技應用碩士在職學位學程、語文與創作學系語文教學碩士在職專班。增設文化創意產業經營學系博物館管理與科技應用碩士在職專班、語文與創作學系國際華語文教育博士班。藝術與造形設計學系碩士班調整分組，取消藝術教育組、藝術理論與評論組，改設藝術價值創造組。
2023年，停招文化創意產業經營學系博物館管理與科技應用碩士在職專班。
2024年，原教育經營與管理學系文教法律碩士班改制為文教法律研究所。

## 歷任校長
日治時期
| 任職期間   | 姓名       |
| ---------- | ---------- |
| 1896－1900 | 町田則文   |
| 1901－1906 | 田中敬一   |
| 1907       | 持地六三郎 |
| 1908－1910 | 本庄太一郎 |
| 1911－1919 | 隈本繁吉   |
| 1920－1921 | 太田秀穗   |
| 1922－1926 | 志保田鉎吉 |
| 1927－1935 | 根井久吾   |
| 1936－1941 | 藤谷芳太郎 |
| 1942       | 石井權三   |
| 1943－不明 | 大浦精一   |

戰後
| 任別 | 任職期間              | 姓名   |
| ---- | --------------------- | ------ |
| 1    | 1945年12月－1952年7月 | 唐守謙 |
| 2    | 1952年8月－1954年1月  | 葉守乾 |
| 3    | 1954年1月－1959年7月  | 劉平侯 |
| 4    | 1959年8月－1967年2月  | 韓寶鑑 |
| 5    | 1967年2月－1980年7月  | 葉霞翟 |
| 6    | 1980年8月－1986年7月  | 熊光義 |
| 7    | 1986年8月－1994年1月  | 陳鏡潭 |
| 代理 | 1994年2月－1995年1月  | 張玉成 |
| 8    | 1995年2月－2001年2月  | 歐用生 |
| 9    | 2001年3月－2005年7月  | 張玉成 |
| 10   | 2005年8月－2008年7月  | 莊淇銘 |
| 11   | 2008年8月－2012年7月  | 林新發 |
| 12   | 2012年8月－2020年7月  | 張新仁 |
| 13   | 2020年8月－現任       | 陳慶和 |

## 剛從師院升格為大學時的早年評鑑

### 師培中心中等教育學程停招
台灣三所師範大學成立後，各師範學院(今教育大學)逐漸沒落，2006年經教育部評鑑，該校師資培育中心中等教育學程被評為「三等」，依規定於2007年由教育部勒令停招，同時期被評為三等且勒令停招的學校有：中華大學、義守大學。該中心於2009年2月1日更名為「師資培育暨就業輔導中心」。

### 未通過系所評鑑
2006年由高等教育評鑑中心進行的大學評鑑，國立臺北教育大學有：文教法律研究所、生命教育與健康促進研究所、社會科教育學系、資訊科學系和語文與創作學系等系所被評為3等，評鑑不及格，依規定扣減招生名額10%、降學雜費1%處分。
近年北教大的評鑑大多數都通過審核標準。

## 學術表現與排名
- 2022年《QS世界大學排名》亞洲排名451–500名，全臺灣大學排名第34位。[7]
- 2020年入圍英國《泰晤士高等教育》（Times Higher Education）2019亞洲大學最佳教學與學習策略獎，是臺灣唯一入圍之大學。
- 2021年《ARWU世界大學排名》教育類領域世界排名401名，全台灣排名第9位。[8]
- 2024年2月《EduRank世界大學排名》教育學領域世界排名1397名，亞洲排名313名，全台灣排名第23位。[9]

## 現況
- 由校長綜理校務，並設副校長1人，其下分設教育學院、人文藝術學院、理學院，及若干行政與輔助單位，並佐以各種委員會及校務會議。目前有專任教師205人，其中博士158人、碩士28人、學士19人；學生計五千八百餘人。
- 為臺灣僅存的兩所培育小學師資專門學校之一，學校保持師專時期作風。現因應少子化招生困難，入學生已無全面修習教育學程，僅餘部分名額。現招生無虞，註冊率排名公立一般大學第六名[10]。
- 2016年，國北教與台灣大學繼多年洽談合校事宜，已提出合校備忘錄及合作意向書，但由於台大前校長楊泮池卸任，合作被無限期擱置。
- 2019年，臺大新任校長管中閔於多次會議討論後宣布，以推展臺大校務為優先，婉拒與國北教大合併，以致該合併案正式破局[11][12]。

## 學校環境

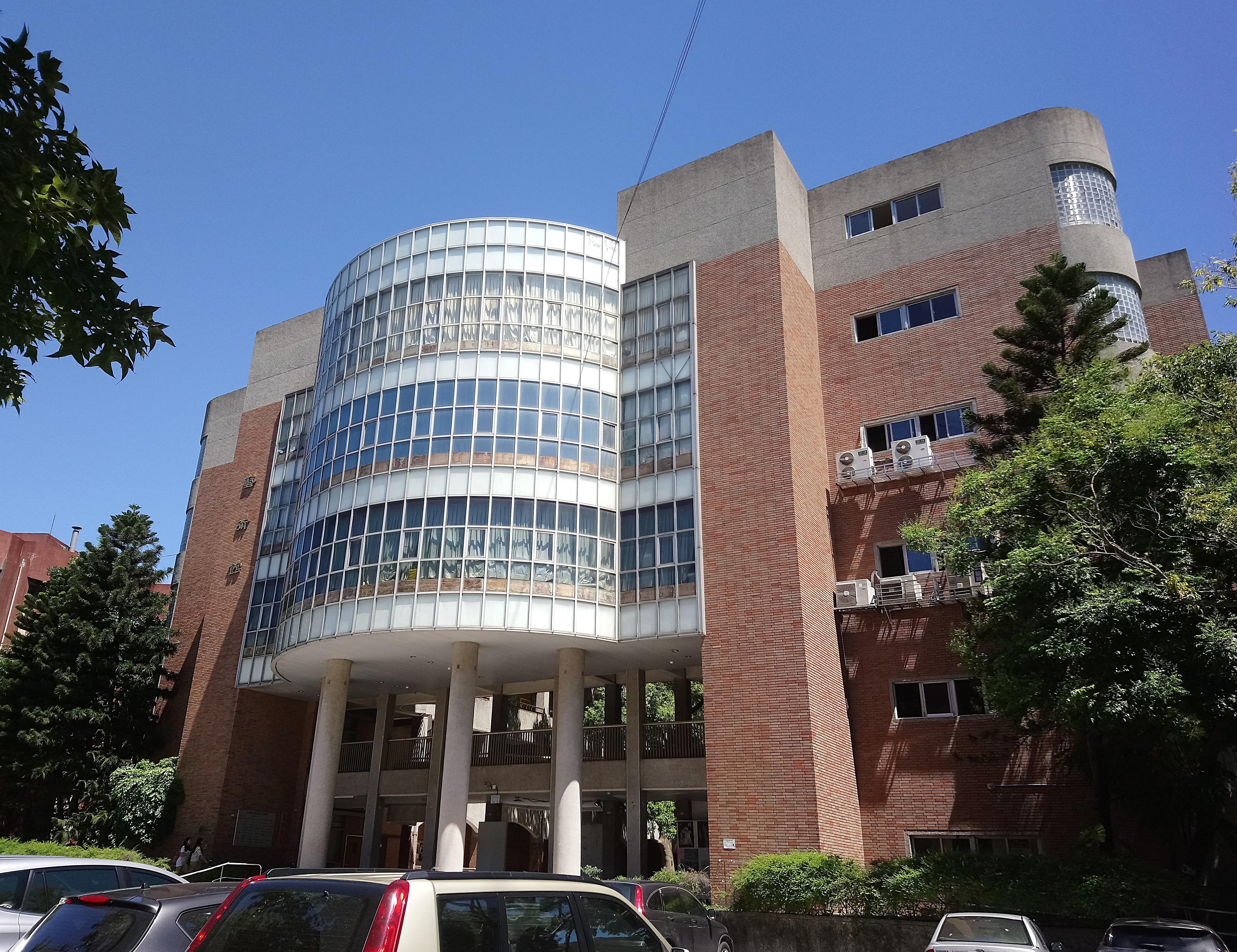
藝術館

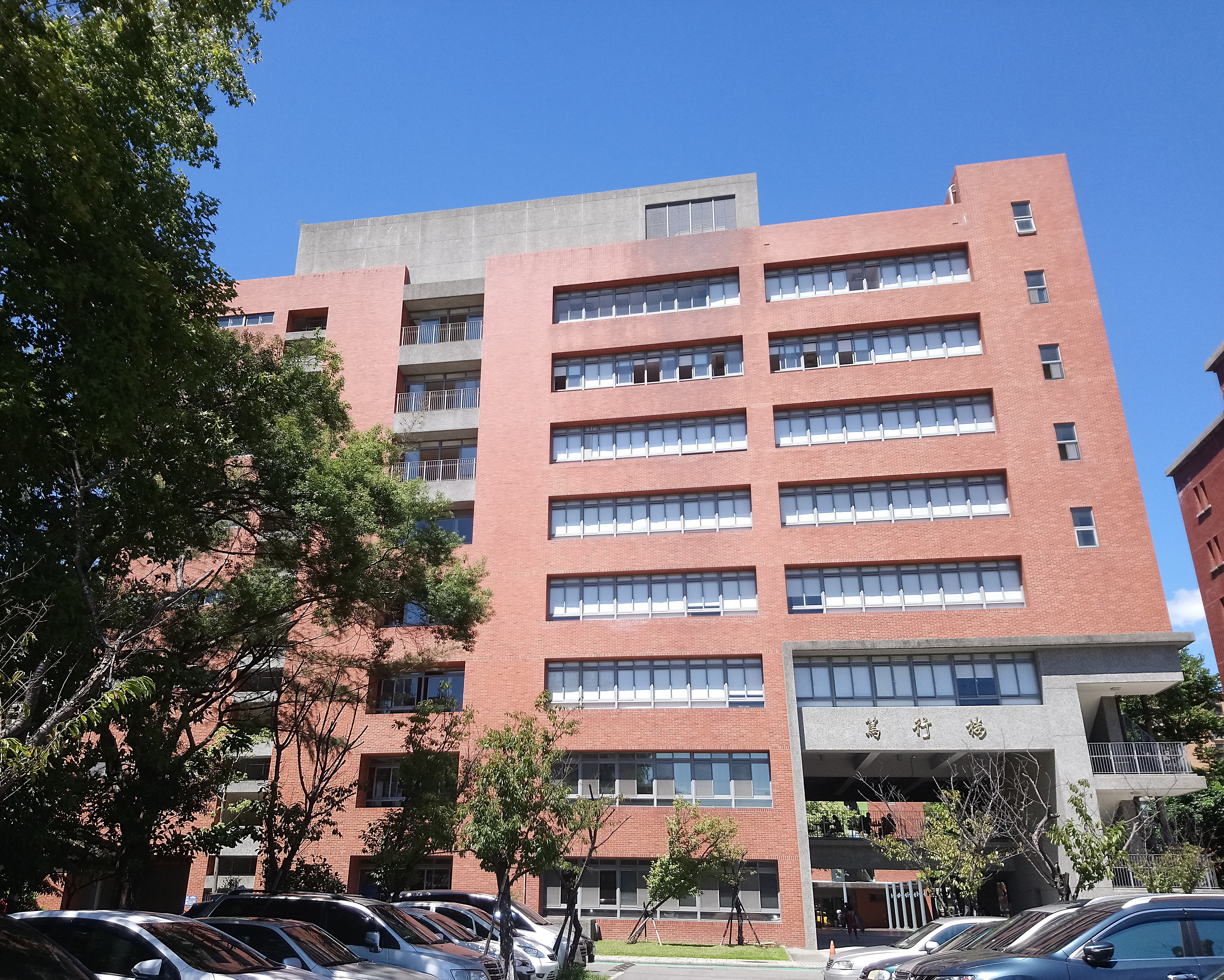
篤行樓

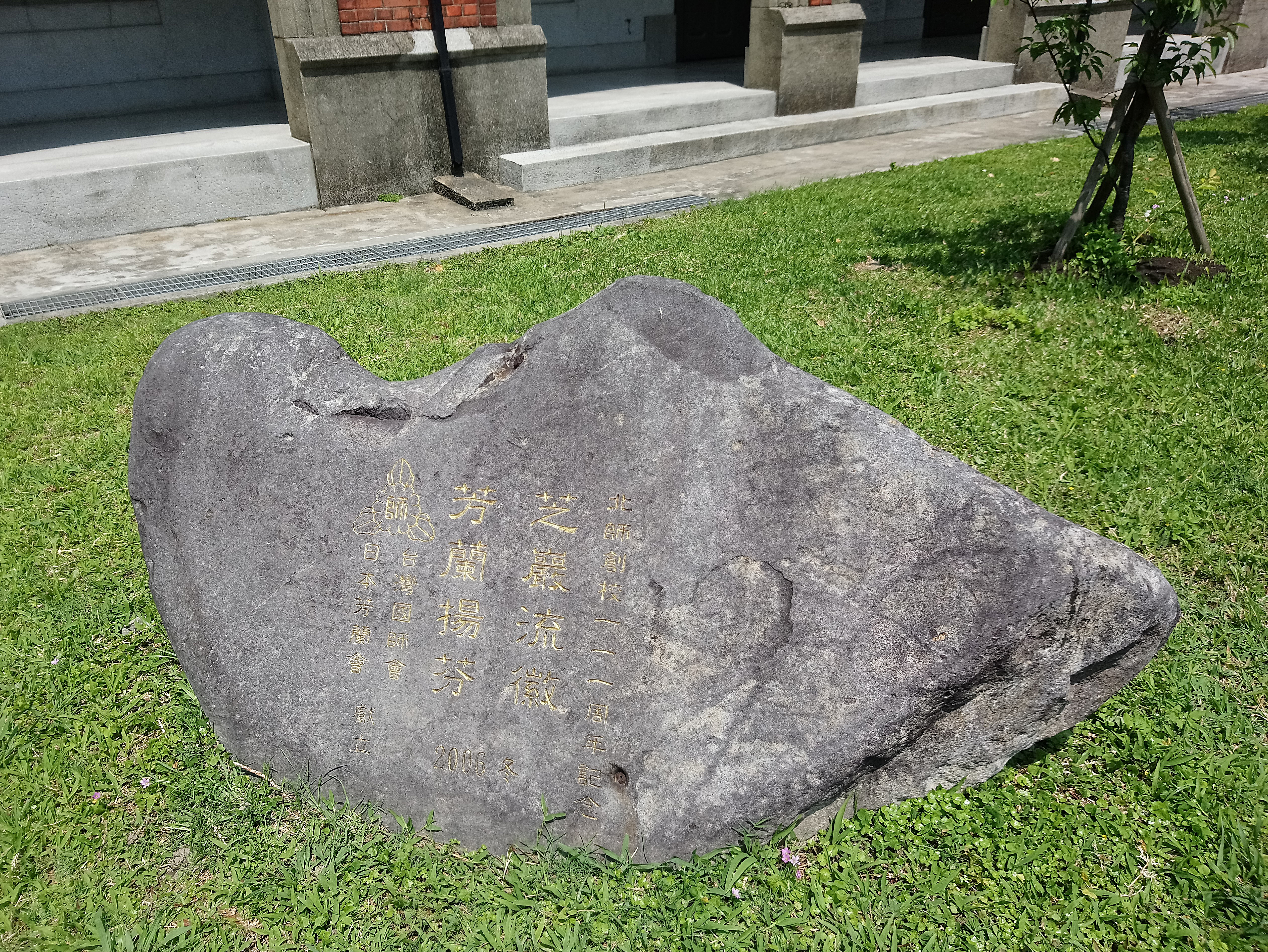
「芝巖流徽，芳蘭揚芬」石碑

### 周邊環境
位於臺北市大安區，附近有臺北捷運文湖線科技大樓站。同樣位在大安區的大學有國立臺灣大學及國立臺灣師範大學及國立臺灣科技大學等，鄰近的小學有國北教大附小、建安國小、大安國小。附近的公共設施有大安運動中心、台北市立圖書館道藩分館及成功閱覽室。

### 校舍方面
網站： （页面存档备份，存于）
- 篤行樓（代號Y）：綜合教學大樓，於2011年落成啟用，地上8層地下1層，為一「L」形建築，與北師美術館相連。1樓有進修推廣處、校史館等，6樓有篤行樓未來教室及國際會議廳，地下1樓為停車場。東協中心、華語中心、東南亞學程亦位於此棟。
- 北師美術館：地上3層地下1層，一樓設有咖啡廳。
- 泳健館：室內50公尺游泳池，於2011年落成啟用，2012年4月下旬，由籃球達欣隊廠商標下營運。

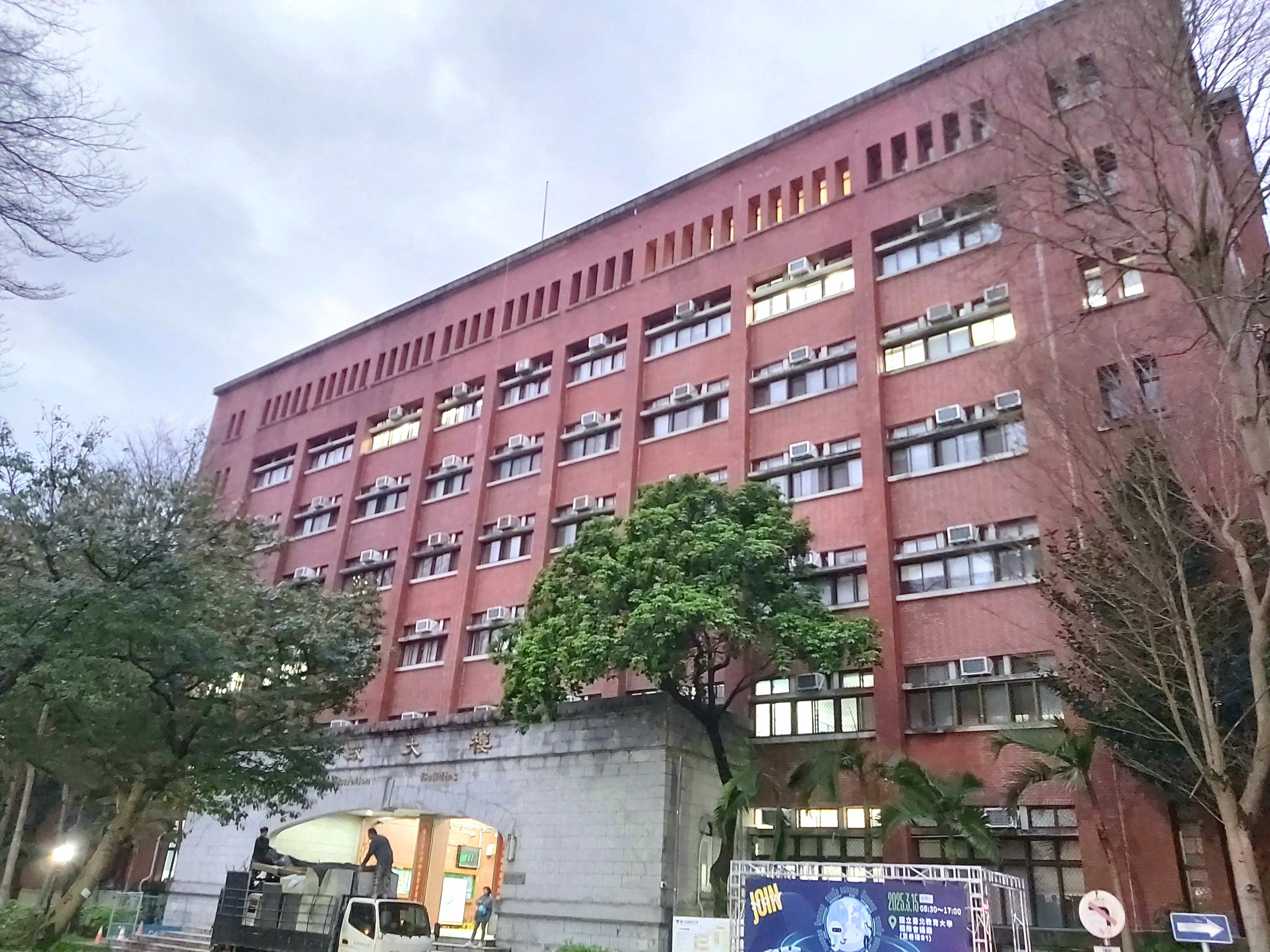
行政大樓

- 行政大樓（代號A）：地上7層，1992年落成。原址為舊行政大樓（紅樓），於1987年拆除。學校主要行政單位所在，校長室、副校長室、秘書室、人事室、主計室、研發處、教務處（華語中心、東協中心、課外組除外）、學務處（心輔組、體育室除外）及總務處等行政單位皆座落於此。課傳所、臺文所、教經系、幼教系、特教系、兒英系、語創系等系所辦公室亦位於此棟。與圖書館相連。
- 至善樓（代號G）：地上8層，教育學院、心諮系、教育系、社發系等院系之辦公室所在。6至8樓為教授研究室，地下1樓有至善樓國際會議廳，地下2樓為停車場。學務處心輔組亦位於此棟。
- 科學館（代號B）：共5層，理學院、自然系、數資系、資科系、數位系等院系之辦公室所在。與視聽教育館相連。
- 藝術館（代號M）：共5層，1992年落成。人文藝術學院、音樂系、藝設系等院系之辦公室所在。

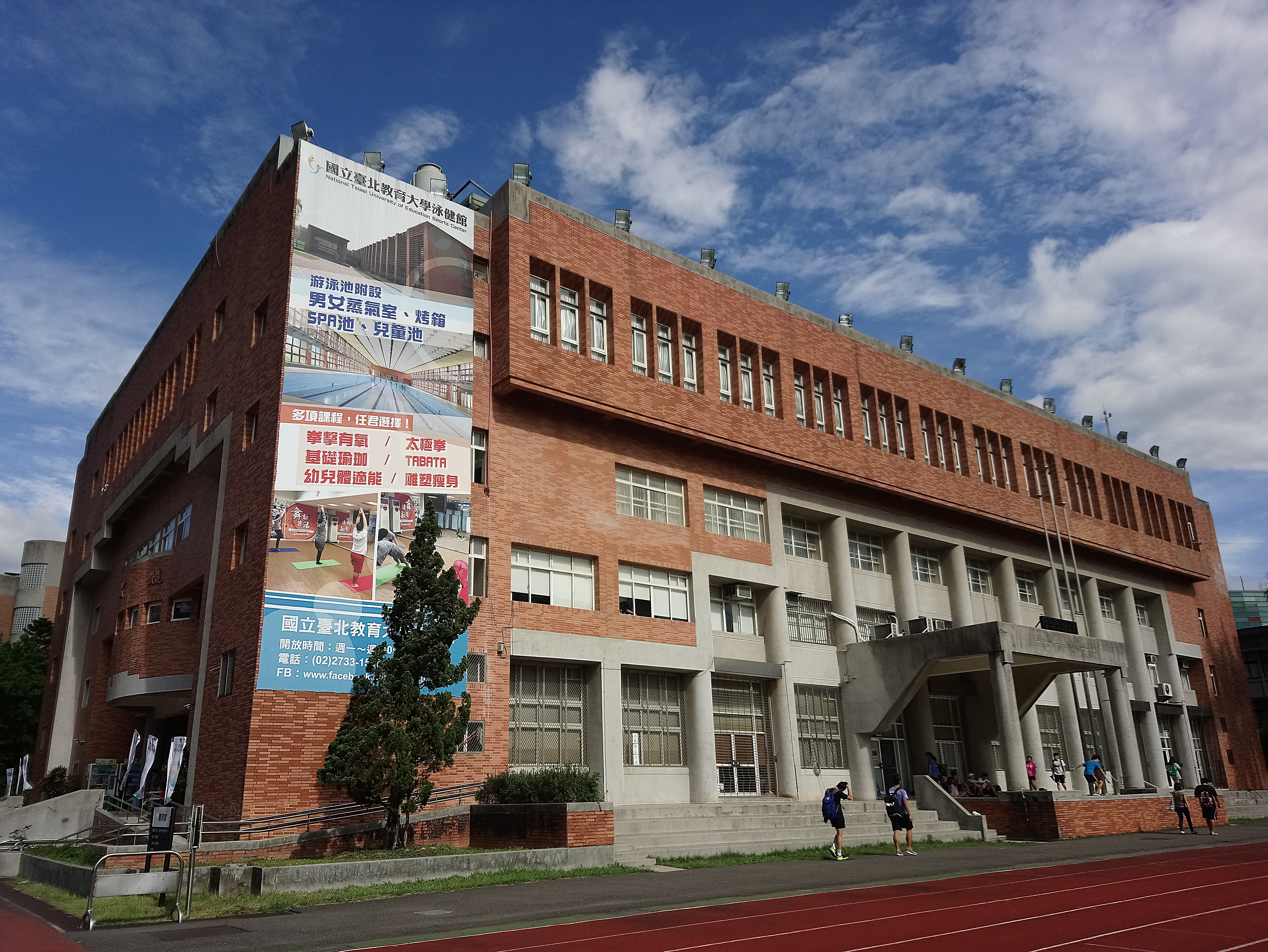
體育館

- 體育館（代號K）：共4層，1992年落成。1樓為跆拳道教室、健身房、韻律教室等，2樓為體育系系辦及教室，3樓為木地板籃球場3座，4樓為看臺。學務處體育室亦位於此。
- 學生活動中心：共5層，1樓為學生餐廳，2樓為用餐區及麋研齋書店，3至5樓為社團辦公室，4樓有學生活動中心國際會議廳。
- 第一宿舍（蘭苑）：共5層，女生宿舍。
- 第二宿舍（竹苑）：共5層，1、2樓為女生宿舍，3至5樓為男生宿舍。
- 明德樓（代號C）：共3層，一般教室。1970年代完工啟用。通識教育中心辦公室位於此處。
- 圖書館：共7層，1樓為數位學習中心、兒童閱覽室（林靖娟紀念館）、報紙區，2樓為期刊區、行政辦公室，3樓為參考區，4樓為數位媒體區，5、6樓為中文書庫，7樓為外文書庫。與行政大樓相連。
- 視聽教育館（代號F）：共5層，1992年落成。4樓挑高，文創系之辦公室、計算機中心所在。與科學館相連。
- 創意館（代號E）：共4層，3、4樓為紀念校友知名音樂家鄧雨賢的288座的演藝廳「雨賢廳」。
- 芳蘭樓（代號D）：共2層，策展學程、學習學程之辦公室所在。
- 大禮堂：日治時期存留至今，1927年落成，2008年列為臺北市市定古蹟。
- 文薈樓：共3層，專作教師研究室。
- 鐘樓：有銅鐘一座，四面皆嵌有時鐘，位在行政大樓與校門之間。
- 校門：三拱建築，收發室、警衛室所在。1993年重建為現今之形制。
- 防空洞藝廊：共一層，做為學生申請藝文展覽使用。

### 校園植物
校園內外廣植花木，有山櫻花、吉野櫻、八重櫻、杜鵑、鵝掌藤、雀榕、楓香、第倫桃、阿勃勒、黑板樹、榕樹、大葉合歡等。其中大禮堂前的一株大葉合歡樹形高大典雅，在2009年票選為「校樹」。

## 文化資產
- 市定古蹟：舊總督府第二師範學校大禮堂，1926年，紅磚造禮堂建築類型，具拱廊立面開有拱窗。
- 歷史建築：舊總督府第二師範學校小使室及便所，建於1927年前後，小使（校工之意）。後來小使、湯沸、浴室及物置室曾變更為琴房使用，今日延續做為工友休息室之使用。
- 文化資產，1967年9月，日本首相佐藤榮作訪台，隨行眾議員山中貞則為本校校友贈送母校一架由佐藤首相題字的山葉鋼琴(12月22日到校)。[13]

## 學術單位
| 教育學院 | 教育經營與管理學系 教育政策與管理碩士班 校務經營碩士在職專班 教育領導與管理碩士學位在職進修專班 學校行政碩士學位班 教育政策與管理博士班 文教法律研究所 原住民文教法律碩士在職專班 | 課程與教學傳播科技研究所 教育傳播與科技碩士班 課程與教學碩士班 教育傳播與科技碩士在職專班 教學碩士學位班 博士班 |
| 教育學院 | 教育學系 教育創新與評鑑碩士班 生命教育碩士班 生命教育碩士學位在職進修專班 教育創新與評鑑碩士在職專班 教師在職進修教學碩士學位班                                                   | 幼兒與家庭教育學系暨碩士班                                                                                      |
| 教育學院 | 特殊教育學系暨碩士班 早期療育碩士班 | 心理與諮商學系暨碩士班                                                                                          |
| 教育學院 | 社會與區域發展學系暨碩士班 碩士班社會與教育發展組 碩士班區域發展組 多元文化與發展碩士在職專班 社會學習領域教學碩士學位班                                                          | |

| 人文藝術學院 | 語文與創作學系暨碩士班 華語文教學碩士班 國際華語文教育博士班。                                                                          | 兒童英語教育學系 英語教育碩士班                                |
| 人文藝術學院 | 藝術與造形設計學系 大學部藝術組 大學部設計組 碩士班工藝創作組 碩士班藝術創作組 碩士班產品設計組 碩士班藝術價值創造組 藝術跨域整合博士班 | 音樂學系暨碩士班                                               |
| 人文藝術學院 | 臺灣文化研究所（含碩士班、碩士在職專班） 文學組 史學組                                                                                  | 文化創意產業經營學系暨碩士班、博物館管理與科技應用碩士在職專班 |

| 理學院 | 數學暨資訊教育學系暨碩士班、碩士在職專班 大學部數學組 大學部資訊組 | 自然科學教育學系暨碩士班、碩士在職專班、博士班 |
| 理學院 | 體育學系暨碩士班、碩士在職專班                                     | 資訊科學系暨碩士班、碩士在職專班               |
| 理學院 | 數位科技設計學系 玩具與遊戲設計碩士班、碩士在職專班                |                                                |

| 不分院國際學位學程 | 學習與教學國際碩士學位學程           | 東南亞區域管理碩士學位學程 |
| 不分院國際學位學程 | 當代藝術評論與策展研究全英語碩士學程 |                            |

## 中心單位
| 中心單位 | 華語文中心   | 師資培育中心 |
| 中心單位 | 特殊教育中心 | 創新育成中心 |
| 中心單位 | 澎湖創意中心 |              |

## 影視取景
1. 偶像劇「流星花園」校內大禮堂的長廊取景拍攝。
2. 電影「那些年，我們一起追的女孩」以校門、藝術館（代號M）中庭舞台及女生宿舍寢室取景。
3. 光良及曹格演唱的「少年」、I.N.G.演唱的「中場時間」、游鴻明演唱的「詩人的眼淚」與楊丞琳演唱的「年輪說」ＭＶ，分別以大禮堂、體育館三四樓、明德樓與行政大樓三樓取景拍攝。

## 外部連結
- 國立臺北教育大學（页面存档备份，存于）
- 國立臺北教育大學附設實驗國民小學（页面存档备份，存于）
- 舊總督府第二師範學校大禮堂（國立臺北教育大學舊禮堂)—文化部文化資產局（页面存档备份，存于）